# Brookvale Provincial Park
Brookvale Provincial Park är en park i Kanada.   Den ligger i provinsen Prince Edward Island, i den östra delen av landet, 900 km öster om huvudstaden Ottawa. Brookvale Provincial Park ligger 86 meter över havet.
Terrängen runt Brookvale Provincial Park är platt. Runt Brookvale Provincial Park är det glesbefolkat, med 10 invånare per kvadratkilometer.. Närmaste större samhälle är Cornwall, 16,4 km öster om Brookvale Provincial Park. 
Omgivningarna runt Brookvale Provincial Park är en mosaik av jordbruksmark och naturlig växtlighet.